# 포천상운
포천상운(抱川商運)은 경기도 포천시의 시내버스 회사로 동두천시 시내버스 업체인 대양운수의 포천시 노선만을 모아 2003년에 설립되었다.

## 연혁
- 2003년 9월 5일: 대양운수에서 포천영업소를 분리하면서 설립 (자본금 5,000만원)
- 2013년 2월: 선진그룹 버스사업부문에 인수되어 포천교통과 선진시내버스의 방계회사
- 2017년 9월 22일: 맞춤형버스 86번과 86-1번을 신설
- 2019년 9월 2일 : 시내버스 69번 신설
- 2023년 1월 19일 : 시내버스 30번과 31번 노선실선
- 2024년 1월 1일 : 62번버스가 경기도형 준공영제인 시내버스 공공관리제를 시행

## 현황
2021년 1월 기준이다.
| 운행업체        | 보유 노선수 | 보유 노선수 | 보유 노선수 | 보유 노선수 | 보유 노선수 | 등록 대수 | 등록 대수 | 등록 대수 | 등록 대수 | 등록 대수 |
| --------------- | ----------- | ----------- | ----------- | ----------- | ----------- | --------- | --------- | --------- | --------- | --------- |
| 운행업체        | 노선 합계   | 광역급행    | 직행좌석    | 일반좌석    | 시내일반    | 대수 합계 | 광역급행  | 직행좌석  | 일반좌석  | 시내일반  |
| 포천상운 (선진) | 30          | -           | -           | -           | 29          | 30        | -         | -         | -         | 30        |

## 운행 노선

### 도시형버스
- ● 6번:  반월아트홀.여성회관 - 아트교사거리 - 포천시청 - 자작2통.군단앞 - 가산사거리 - 진목4리 - 진목3리.죽엽산 - 음현1리.내촌중학교
- ● 6-1번: 반월아트홀.여성회관 - 아트교사거리 - 포천시청 - 자작2통 - 가산면 행정복지센터- 고인돌.금현5리 - 큰넋고개 - 베어스타운 - 신팔2리 - 신팔2리서파
- ● 30번: 영화마을 - 송우시장사거리, 우리병원 - 갈월중학교 - 마트사거리 - 저수지 - 직동리 - 이곡1리 - 무림2리 - 이동교5리, 축석검문소 (2023년 1월 19일부로 노선신설)
- ● 31번: 포천시청 - 군단앞 - 대진대 - 하송우리 - 방축리 - 가산3리 - 금현2리 - 정교리 - 고모1리회관 (2023년 1월 19일부로 노선신설)
- ● 35번: 선단4통.장승거리 - 가산행정복지센터 - 마전리 - 가산행정복지센터 - 너베기입구 - 시우동미곡처리장 - 석향마을 - 솔모루공원 - 통일대삼거리 - 청소년교육문화센터
- ● 35-1번: 선단4통.장승거리 - 가산행정복지센터 - 마전리 - 가산행정복지센터 - 너베기입구 - 시우동미곡처리장 - 송우리터미널 - 통일대삼거리 - 청소년교육문화센터 (35번차량으로 운행)
- ● 36번: 선단4통.장승거리 - 마산3리 - 우금1리.마치미 - 진목2리 - 내1리.내촌축협앞 - 음현2리 - 광릉내
- ● 53번: 포천시청 - 가채2리.승방동 - 만세교검문소 - 양문1리터미널 - 성동5리 - 해방촌 - 소회산리 - 한탄강하늘다리주차장
- ● 55번: 포천시청 - 군내면사무소 - 직두삼거리 - 직두2리.수원동 - 직두3리.논배
- ● 56번: 군내면사무소 - 포천아이파크2차 - 포천행복주택.대광로제비앙입구 - 포천시보건소 - 심곡1리 - 고일2리 - 창수면사무소 - 오가1리 - 백의리 - 능안상회 - 전곡역
- ● 56-1번: 영화마을 - 대진대학교 - 포천시청 - 심곡1리 - 고일2리 - 창수면사무소 - 오가1리 - 백의리 - 능안상회 - 전곡역
- ● 56-2번: 포천행복주택.대광로제비앙입구 - 포천시청 - 심곡1리 - 고일2리 - 창수면사무소 - 오가1리 - 백의리 - 능안상회 - 전곡역
- ● 56-7번: 포천고등학교 - 포천시보건소 - 심곡1리 - 고일2리 - 제일농장앞 - 오가1리 - 주원2리 - 추동2리 - 38고개 - 장승삼거리(이하 포천고등학교 역순)
- ● 57번:  포천고등학교 - 포천시보건소 - 심곡1리 - 심배 - 금동 - 신북온천 - 초성4리.범수동 - 마니커 - 소요산역
- ● 57-1번: 포천시청 - 포천시보건소 - 심곡1리 - 심배 - 금동 - 신북온천 - 초성4리.범수동 - 마니커 - 소요산역 - 동두천역 - 문화극장 - 보건소 - 송내주공5단지후문
- ● 60번: 포천시청 - 포천시보건소 - 심곡1리 - 고일리 - 추동3리.골프장 - 추종1리.마을회관 - 38고개 - 창수
- ● 60-1번: 포천고등학교 - 포천시청 - 가채2리 - 만세교 - 양문1리터미널 - 양문공단입구 - 영평2리 - 운산리 - 중2리 - 초과2리 - 관인
- ● 60-2번: 포천고등학교 - 포천시청 - 가채2리 - 만세교 - 양문1리터미널 - 양문공단입구 - 영평2리 - 운산리 - 중2리 - 초과2리 - 관인 - 냉정2리회관 - 냉정1리.봉우재(이하 포천고등학교 역순)
- ● 62번: 대진대학교 - 차의과학대학교 - 천보반점 - 송우6리시장 - 이동교1리 용상골 - <어하터널 경유> - 덕현초교.덕고개 - 양짓말 - 양주역 (2024년 1월 1일부터 경기도형 준공영제 실시)
- ● 63번: 영화마을 - 포천세무서 - 송우4리 - 차의과학대학교 - 선단5통 - 선단동행정복지센터 - 대진대학교 - 포천고등학교 - 아트교사거리 - 산호아파트 (전기버스 운행중)
- ● 65번: 영북농협앞 - 자일4리 - 초과2리 - 관인파출소앞 - 냉정리회관 - 관인농협(이하 역순)
- ● 67번: 영화마을 - 송우리터미널 - 대진대학교 - 포천시청 - 신북면사무소 - 요꼴사거리 - 장자마을회관 (전기버스 운행중)
- ● 68번: 영화마을 - 송우리터미널 - 가산슈퍼 - 가산사거리 - 유교2리 - 청성초교 - 군내면사무소 - 포천일고 - 의정부약국 - 포천시청
- ● 69번: 선단동체육센터 - 선단동행정복지센터 - 하송우리 - 원일아파트.송우5리 - 소흘생활체육공원 - 포천세무소 - 평강농장 - 동교1통마을회관
- ● 73번: 포천고등학교 - 포천시청 - 포천농협하나로마트 - 가채2리.숭방동 - 신북면행정복지센터 - 포천아트밸리
- ● 73-1번: 포천고등학교 - 의정부약국 - 군내면사무소 - 잣띠
- ● 73-3번: 포천고등학교 - 의정부약국 - 군내면사무소 - 매기울
- ● 90번: 화현면 행정복지센터 ↔ 화현3리 ↔ 화현5리.승진A ↔ 유동리 ↔ 기산리 ↔ 일동초교.일동도서관 ↔ 일동터미널 ↔ 일동중고교 ↔ 일동면행정복지센터.농협
- ● 90-1번: 포천고등학교 - 포천시청 - 골든아파트 - 포천축협사업소 - 신평2리 - 만세교 - 지현교
- ● 91번: 소요산역 - 마니커 - 대전리 - 백의1리 - 오가리 - 봉은사입구 - 중3리.심제 - 대화산리 - 영북중학교 - 운천5리 - 몽베르컨트리클럽 - 산정호수.상동주차장
- ● 92번: 포천시청 - 가채리 - 만세교 - 용암천 - 야미리 - 영북중학교 - 운천5리 - 몽베르컨트리클럽 - 산정호수.상동주차장
- ● 100번: 선단4통.장승거리 - 포천시청 - 심곡1리 - 창수초교 - 오가리 - 봉은사 - 중3리.심재 - 담터삼거리 - 관인파출소앞

### 맞춤형버스
- ● 85번: 선단4통.장승거리 - 자작2통.군단앞 - 포천시청 - 골든아파트 - 가채2리마을회관 - 신북면행정복지센터 - 만세교 - 금주2리회관
- ● 85-1번:선단4통.장승거리 - 자작2통.군단앞 - 포천시청 - 골든아파트 - 가채2리마을회관 - 신북면행정복지센터 - 만세교 - 금주2리회관 - 거사2리
- ● 86번: 태봉초교 - 송우시장사거리, 우리병원 - 갈월중학교 - 정교리 - 고모1리 - 저수지 - 직동리 - 이곡리, 이곡초등학교 - 무림2리 - 이동교5리, 축석검문소 (직동1리 경유)
- ● 87-1번: 포천고등학교 - 포천시청 - 골든아파트 - 가채2리 - 심곡3리 - 갈월1리.칠월리고개 - 허브아일랜드 - 덕둔2리.새청삼거리 - 금동리 (평일에만 운행)
- ● 87-3번: 영화마을 - 송우리터미널 - 대진대학교 - 포천시청 - 아트교사거리
- ● 87-4번: 영화마을 - 하송우리 - 마산1리 - 검암1리입구 - 유교1리 - 포천고등학교 - 포천시청 - 아트교사거리 - 가채2리 - 기지리
- ● 87-5번: 대경중학교 - 포천세무서 - 갈월중학교 - 이가팔리 - 고모1리회관 - 정교주유소.정교리 - 싱글니트 - 너배기아랫마을
- ● 89번: 포천고등학교 - 가채2리 - 신포천아파트 - 영중면사무소 - 성동2리 - 자일3리 - 관인문화체육센터 - 냉정2리 - 관인파출소

## 미운행 노선
- ● 6번: 송우리 - 신포천아파트
- ● 55-1번: 포천시청 - 송우리(현 75번)
- ● 56-1번: 송우리 - 포천시청 - 전곡시외버스터미널 (장탄2리 경유) (2019년 9월 2일 폐선, 59번으로 대체)
- ● 58번: 골든아파트 - 해룡
- ● 59번: 송우리 - 포천시청 - 관인
- ● 59번: 백의리 - 전곡역
- ● 59-1번: 송우리 - 포천시청 - 냉정리 - 관인
- ● 60-3번: 포천시청 - 고모리
- ● 60-6번: 포천시청 - 어룡2통
- ● 61번: 하성북2리 - 금동
- ● 62-1번: 한탄강하늘다리 - 양주역 (주말만 운행)
- ● 63-5번: 반월아트홀 - 하성북리
- ● 64번: 포천시청 - 만세교, 수영장
- ● 65번: 가채리 - 송우리
- ● 71번: 산정호수 - 감암리
- ● 75번: 포천시청 - 송우리 - 마홀수영장(55-2번 차량으로 운행, 아침에는 53번 추가 지원운행)
- ● 86-1번: 송우리 - 직동1리, 새말 (86번 본노선에 통합)
- ● 87-2번: 송우리 - 일동터미널
- ● 87-6번: 포천시청 - 허브랜드
- ● 87-7번: 아트밸리 - 선단4통
- ● 89-1번: 선단동 - 관인
- ● 89-2번: 포천고등학교 - 양문

## 현재 보유 차량
| 제조업체   | 차명              |
| ---------- | ----------------- |
| 현대자동차 | 카운티            |
| 현대자동차 | 그린시티          |
| 현대자동차 | 일렉시티          |
| 현대자동차 | 뉴 슈퍼에어로시티 |

## 같이 보기
- 선진시내버스
- 포천교통

## 갤러리

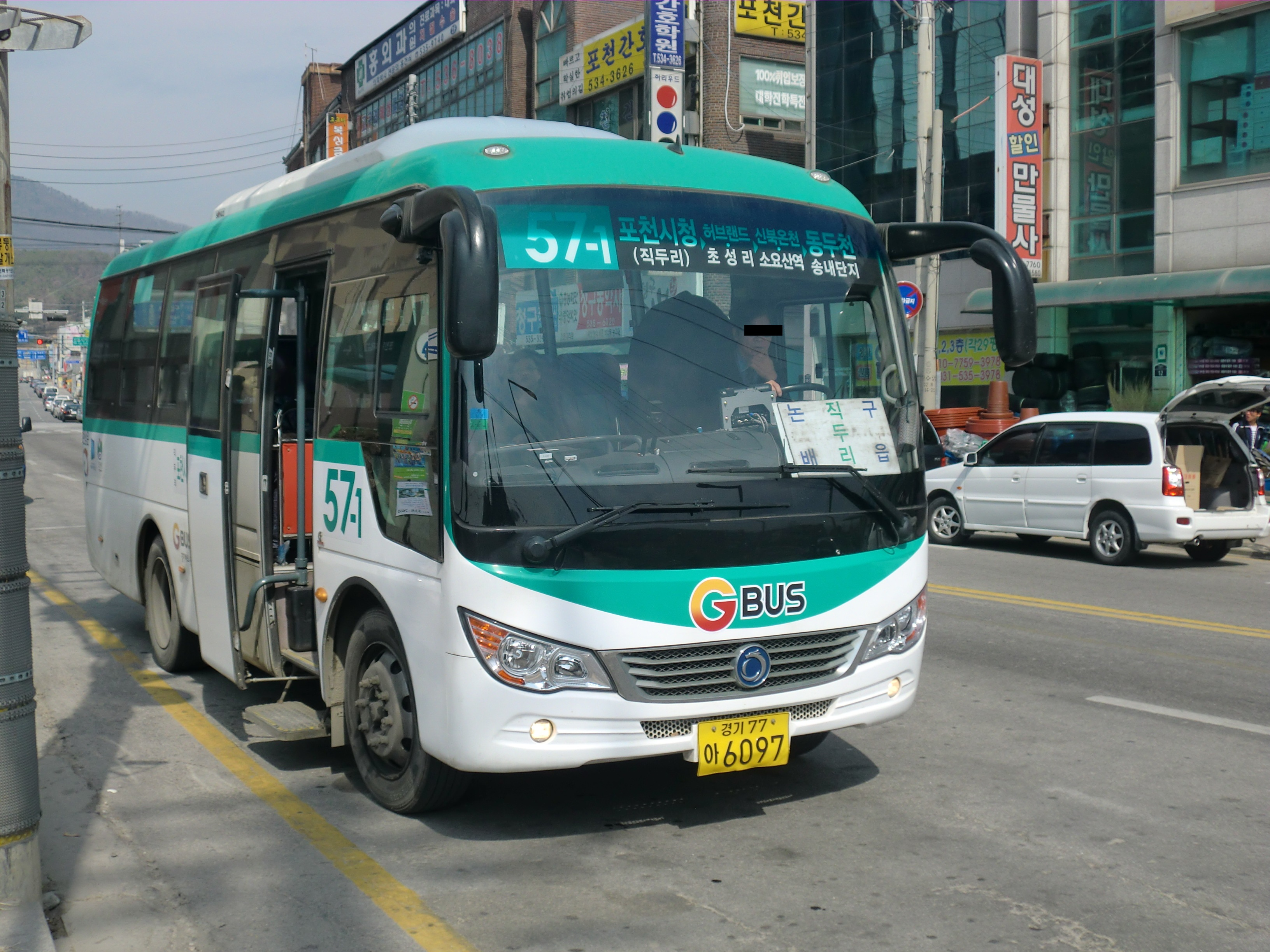
도시형버스 57-1번